# Josef Menschik
Josef Georg Menschik (* 23. März 1902 in Wien; † 30. August 1980 ebenda) war ein österreichischer Schauspieler und Operettenbuffo, der im Film überwiegend in Nebenrollen eingesetzt wurde.

## Biografie
Josef Menschik, der Sohn des Sängers und Chorleiters Clemens Menschik und dessen Gattin Friederike von Setti, erhielt seine künstlerische Ausbildung an der Akademie für Musik und darstellende Kunst seiner Heimatstadt Wien. Frühe Verpflichtungen führten Josef Menschik an Bühnen in Innsbruck, Karlsbad, das Wiener Stadttheater, nach München, Augsburg und ans Wiener Raimund-Theater. In seiner Heimatstadt gewann inmitten des Zweiten Weltkriegs auch der Film an Bedeutung in seiner Karriere.
1942 gab Menschik in der Filmkomödie Zwei glückliche Menschen von E. W. Emo, in der das damalige Ehepaar Magda Schneider und Wolf Albach-Retty die Hauptrollen spielte, mit einer kleinen Nebenrolle sein Filmdebüt. Eine Zusammenarbeit mit Wolf Albach-Retty ergab sich auch in Menschiks nächsten Film Der weiße Traum von Géza von Cziffra, in dem er einen Theaterinspizienten spielte. In dem ebenfalls 1943 entstandenem Film Reisebekanntschaft spielte Menschik wiederum unter der Regie von E. W. Emo, mit Wolf Albach-Retty, Elfriede Datzig, die schon im Weißen Traum mitgewirkt hatte, und Hans Moser als Partnern. Menschik war in einer tragenden Rolle als Fred besetzt. Mit Judith Holzmeister und O. W. Fischer arbeitete er 1947 in der Komödie Triumph der Liebe von Alfred Stöger zusammen. Das Drehbuch beruht auf Aristophanes’ antiker Komödie Lysistrata, die musikalisch bearbeitet wurde. Menschik war als Sosias besetzt. In dem romantischen Drama Es lebe das Leben (1949) arbeitete Menschik erneut mit E. W. Emo zusammen, diesmal in seiner ersten Hauptrolle als Watschen-Sepp.
In dem Filmdrama Verklungenes Wien (1951) von Ernst Marischka drehte Menschik erneut mit Wolf Albach-Retty. Paul Hörbiger und Marianne Schönauer waren ebenfalls besetzt. Auch in seinem nächsten Film, dem Familiendrama Das Herz einer Frau (1951) von Georg Jacoby, wirkte Marianne Schönauer wiederum mit. Mit Paul Hörbiger und Hans Moser ergab sich 1952 in der Komödie Hallo Dienstmann (1952) eine weitere Zusammenarbeit. In der musikalischen Romanze Im Krug zum grünen Kranze (Originaltitel Die 5 Karnickel, 1953) war Menschik in einer Nebenrolle als Eule zu sehen. In der Filmkomödie K. und K. Feldmarschall arbeitete er 1956 letztmals mit E. W. Emo sowie Wolf Albach-Retty zusammen. Menschik war in einer Nebenrolle als Oberleutnant Bordoszy besetzt. In zwei weiteren Filmen von 1956, zum einen dem Filmdrama Die Magd von Heiligenblut, zum anderen dem Kultfilm Sissi – Schicksalsjahre einer Kaiserin von Ernst Marischka, stand Menschik ebenfalls auf der Besetzungsliste.
In der Filmkomödie Charleys Tante von 1963, in der er als Nachtportier eingesetzt wurde, drehte Menschik erneut mit Géza von Cziffra, der bereits bei Menschiks zweiter Filmarbeit Regie geführt hatte. Im selben Jahr wirkte er in dem Gruselthriller Der Unsichtbare von Raphael Nussbaum als Kramer mit. In dem Fernsehfilm Die Bekehrung des Ferdys Pistora von Rolf Kutschera (1964) spielte Menschik in seiner Rolle als Bürschel ein letztes Mal gemeinsam mit Paul Hörbiger in einem Film. In der 1965 erschienenen Filmkomödie Lumpazivagabunds von Edwin Zbonek, der Johann Nestroys Theaterstück Der böse Geist Lumpacivagabundus zugrunde liegt, war Menschik als Hausierer zu sehen. 1965 und 1969 wirkte er in zwei Folgen der Fernsehserie Donaugeschichten mit. In der Folge W. M. und die Brennessel waren Willy Millowitsch und Christiane Hörbiger seine Partner, in Ausflug in die Wachau erneut Millowitsch sowie Theo Lingen. Hermann Lanske besetzte ihn 1971 und 1972 jeweils in einer kleinen Rolle in seinen Filmen Theodor Kardinal Innitzer und Wiener Blut. Ein letzter Auftritt von Menschik fand 1973 unter der Regie von Fritz Eckhardt in der Folge Der Spieler der Fernsehserie Hallo – Hotel Sacher … Portier! statt.

## Filmografie (Auswahl)
- 1943: Zwei glückliche Menschen
- 1943: Der weiße Traum
- 1943: Reisebekanntschaft
- 1947: Triumph der Liebe
- 1949: Es lebe das Leben
- 1951: Der Fall 7A9
- 1951: Verklungenes Wien
- 1951: Das Herz einer Frau
- 1951: Schwindel im Dreivierteltakt
- 1952: Hallo Dienstmann
- 1953: Pünktchen und Anton
- 1953: Im Krug zum grünen Kranze (Die 5 Karnickel)
- 1955: Zwei Herzen und ein Thron
- 1956: K. und K. Feldmarschall
- 1956: Die Magd von Heiligenblut
- 1956: Sissi – Schicksalsjahre einer Kaiserin
- 1957: Lachendes Wien
- 1958: Frauensee
- 1959: Geliebte Bestie
- 1961: Die Ballade vom Franz und der Marie (Fernsehfilm)
- 1961: Nachsaison (Fernsehfilm)
- 1962: Ende schlecht – Alles gut (Fernsehfilm)
- 1962: Hochzeitsnacht im Paradies
- 1963: Charleys Tante
- 1963: Der Unsichtbare
- 1964: Die Bekehrung des Ferdys Pistora (Fernsehfilm)
- 1965: Lumpazivagabundus
- 1965, 1969: Donaugeschichten (Fernsehserie, Folgen W. M. und die Brennessel und Ausflug in die Wachau)
- 1971: Gestrickte Spuren (Fernsehfilm)
- 1971: Theodor Kardinal Innitzer
- 1972: Die Angst des Tormanns beim Elfmeter
- 1972: Wiener Blut
- 1973: Hallo – Hotel Sacher … Portier! (Fernsehserie, Folge Der Spieler)

### Theater (Auswahl)
- 1964: Der böse Geist Lumpacivagabundus oder Das Liederliche Kleeblatt von Johann Nestroy, Regie: Edwin Zbonek ≈ als Hausierer
- 1965: Der gläserne Pantoffel, Regie: Erik Frey ≈ als Herr Stettner